# Marco Huck
Marco Huck (n. Sjenica, Sandžak, Serbia, 11 de noviembre de 1984), nacido como Muamer Hukić,  es un  boxeador profesional bosniaco nacionalizado alemán. Fue campeón de peso crucero de la Organización Mundial de Boxeo. 
Marco comenzó practicando taekwondo y kickboxing a la edad de diez años. Como  aficionado al kickboxing, tuvo cierto éxito al ganar una medalla de oro en el primer Campeonato Europeo de la Asociación Mundial de Organizaciones de Kickboxing, en 2002 y luego en la misma organización, campeonatos del mundo en 2003, con sólo 18 años de edad. A pesar del éxito en ese deporte, decidió cambiar por completo y dedicarse al boxeo, en el que también venía incursionando desde que tenía 15 años.
En 2004 se probó en un combate para el promotor Sauerland y se convirtió en profesional como pupilo de Ulli Wegner. Allí mostró un estilo agresivo, buena resistencia,  poderío y una firme voluntad de ganar, pero un temperamento volátil y un estilo de lucha muy sucio haciendo de él un personaje controvertido.
Tuvo su primera pelea importante contra el italiano Pietro Aurino. En un polémico combate, Huck resultó vencedor por nocaut técnico en el segundo asalto.
Más tarde, superó por puntos a otro boxeador de clase mundial, Vadim Tokarev, que tenía un invicto de 23-0, esta vez sin controversia.
Estaba clasificado número 7 por la revista The Ring cuando peleó con Steve Cunningham, sin embargo Huck fue derrotado, en su primera defensa del título, por nocaut técnico.
Desde la caída ante Cunningham, ha ganado seis peleas consecutivas por nocaut y en el 29 de agosto de 2009, Huck ganó el título peso crucero de la OMB tras vencer a Víctor Emilio Ramírez. A partir de entonces, ha defendido este título ocho veces: contra Ola Afolabi, Adam Richards, Brian Minto, Matt Godfrey, Denis Lebedev, Ran Nakash, Hugo Garay y Rogelio Rossi.

## Récord profesional
| 42 Ganadas (28 KOs), 5 Derrotas, 1 Empate y 1 Sin Resultado |            |                       |      |               |            |                                                              |                                                                                                  |
| Res.                                                        | Record     | Oponente              | Tipo | Round         | Datos      | Localidad                                                    | Notas                                                                                            |
| G                                                           | 42–5–1 (1) | Dennis Lewandowski    | UD   | 10            | 29-08-2020 | Eisstadion, Braunlage                                        |                                                                                                  |
| Nulo                                                        | 41–5–1 (1) | Nick Guivas           | NC   | 1 (8), 0:57   | 17-05-2019 | Foxwoods Resort Casino, Ledyard, Connecticut, Estados Unidos |                                                                                                  |
| G                                                           | 41-5-1     | Yakup Saglam          | TKO  | 4 (10), 0:26  | 16-06-2018 | Ballhausforum, Munich, Alemania                              |                                                                                                  |
| D                                                           | 40-5-1     | Oleksandr Usyk        | TKO  | 10 (12), 2:12 | 09-09-2017 | Max-Schmeling-Halle, Berlín                                  | Por el título mundial de la WBO. Cuartos de final de World Boxing Super Series del peso crucero. |
| D                                                           | 40-4-1     | Mairis Bridis         | UD   | 12            | 01-04-2017 | Westfalenhallen, Dortmund                                    | Por el título mundial del WBC. Pierde el título de la IBO ambos en el peso crucero.              |
| G                                                           | 39-3-1     | Dmytro Kucher         | UD   | 12            | 19-11-2016 | TUI Arena, Hanover                                           | Retiene el título mundial de la IBO en el peso crucero.                                          |
| G                                                           | 39-3-1     | Ola Afolabi           | RTD  | 10 (12), 3:00 | 27-02-2016 | Gerry Weber Stadium, Halle, Nordrhein-Westfalen              | Gana el título mundial de la IBO en el peso crucero.                                             |
| D                                                           | 38-3-1     | Krzysztof Glowacki    | KO   | 11 (12), 2:39 | 14-08-2015 | Prudential Center, Newark, Nueva Jersey                      | Pierde el Título Mundial de la WBO en el peso crucero.                                           |
| G                                                           | 38-2-1     | Mirko Larghetti       | UD   | 12            | 30-08-2014 | Gerry Weber Stadium, Halle, Nordrhein-Westfalen              | Retiene el Título Mundial de la WBO en el peso crucero.                                          |
| G                                                           | 37-2-1     | Firat Arslan          | TKO  | 6 (12)        | 25-01-2014 | Hanns-Martin-Schleyer-Halle, Stuttgart, Baden-Württemberg    | Retiene el Título Mundial de la WBO en el peso crucero.                                          |
| G                                                           | 36-2-1     | Ola Afolabi           | UD   | 12            | 08-06-2013 | Max Schmeling Halle, Berlín                                  | Retiene el Título Mundial de la WBO en el peso crucero.                                          |
| G                                                           | 35-2-1     | Firat Arslan          | UD   | 12            | 03-11-2012 | Halle                                                        | Retiene el Título Mundial de la WBO en el peso crucero.                                          |
| E                                                           | 34-2-1     | Ola Afolabi           | MD   | 12            | 05-05-2012 | Thüringen                                                    | Retiene el Título Mundial de la WBO en el peso crucero.                                          |
| D                                                           | 34-2       | Alexander Povetkin    | MD   | 12            | 25-02-2012 | Stuttgart                                                    | Por el Título Mundial de la WBA en el peso pesado.                                               |
| G                                                           | 34-1       | Rogelio Rossi         | KO   | 6 (12)        | 22-10-2011 | Ludwigsburg                                                  | Retiene el Título Mundial de la WBO en el peso crucero.                                          |
| G                                                           | 33-1       | Hugo Garay            | TKO  | 10 (12)       | 16-07-2011 | Munich                                                       | Retiene el Título Mundial de la WBO en el peso crucero.                                          |
| G                                                           | 32-1       | Ran Nakash            | UD   | 12            | 02-04-2011 | Halle                                                        | Retiene el Título Mundial de la WBO en el peso crucero.                                          |
| G                                                           | 31-1       | Denis Lebedev         | SD   | 12            | 18-12-2010 | Berlín                                                       | Retiene el Título Mundial de la WBO en el peso crucero.                                          |
| G                                                           | 30-1       | Matt Godfrey          | TKO  | 5 (12)        | 21-08-2010 | Erfurt                                                       | Retiene el Título Mundial de la WBO en el peso crucero.                                          |
| G                                                           | 29-1       | Brian Minto           | TKO  | 9 (12)        | 01-05-2010 | Oldenburg                                                    | Retiene el Título Mundial de la WBO en el peso crucero.                                          |
| G                                                           | 28-1       | Adam Richards         | KO   | 3 (12)        | 13-03-2010 | Berlín                                                       | Retiene el Título Mundial de la WBO en el peso crucero.                                          |
| G                                                           | 27-1       | Ola Afolabi           | UD   | 12            | 05-12-2009 | Ludwigsburg                                                  | Retiene el Título Mundial de la WBO en el peso crucero.                                          |
| G                                                           | 26-1       | Victor Emilio Ramírez | UD   | 12            | 29-08-2009 | Halle                                                        | Gana el Título Mundial de la WBO en el peso crucero.                                             |
| G                                                           | 25-1       | Vitaliy Rusal         | TKO  | 5 (12)        | 09-05-2009 | Bamberg                                                      | Retiene el título de la EBU en el peso crucero.                                                  |
| G                                                           | 24-1       | Geoffrey Battelo      | TKO  | 3 (12)        | 24-01-2009 | Riesa                                                        | Retiene el título de la EBU en el peso crucero.                                                  |
| G                                                           | 23-1       | Fabio Tuiach          | TKO  | 2 (12)        | 25-10-2008 | Oldenburg                                                    | Retiene el título de la EBU en el peso crucero.                                                  |
| G                                                           | 22-1       | Jean Marc Monrose     | TKO  | 12            | 20-09-2008 | Bielefeld                                                    | Gana el título de la EBU en el peso crucero.                                                     |
| G                                                           | 21-1       | Frantisek Kasanic     | TKO  | 9 (12)        | 17-05-2008 | Bayreuth                                                     | Gana el título vacante intercontinental de la IBF en el peso crucero.                            |
| G                                                           | 20-1       | Leon Nzama            | TKO  | 5 (8)         | 12-04-2008 | Neubrandenburg                                               |                                                                                                  |
| D                                                           | 19-1       | Steve Cunningham      | TKO  | 12            | 29-12-2007 | Bielefeld                                                    | Por el Título Mundial de la IBF en el peso crucero.                                              |
| G                                                           | 19-0       | Vadim Tokarev         | SD   | 12            | 26-05-2007 | Bamberg                                                      | Eliminatoria para el Título Mundial de la IBF en el peso crucero.                                |
| G                                                           | 18-0       | Ismail Abdoul         | UD   | 12            | 20-01-2007 | Basilea                                                      | Retiene el título de la EBU en el peso crucero.                                                  |
| G                                                           | 17-0       | Pietro Aurino         | TKO  | 2 (12)        | 16-12-2006 | Kempten                                                      | Gana el título de la EBU en el peso crucero.                                                     |
| G                                                           | 16-0       | Rachid El Hadak       | KO   | 8 (8)         | 23-09-2006 | Wetzlar                                                      |                                                                                                  |
| G                                                           | 15-0       | Nuri Seferi           | UD   | 10 (10)       | 03-06-2006 | Hannover                                                     |                                                                                                  |
| G                                                           | 14-0       | Lee Swaby             | TKO  | 6 (8)         | 04-03-2006 | Oldenburg                                                    |                                                                                                  |
| G                                                           | 13-0       | Claudio Rasco         | KO   | 7 (8)         | 28-01-2006 | Berlín                                                       |                                                                                                  |
| G                                                           | 12-0       | Michael Simms         | UD   | 8 (8)         | 17-12-2005 | Berlín\|                                                     |                                                                                                  |
| G                                                           | 11-0       | Ruediger May          | UD   | 10 (10)       | 03-09-2005 | Berlín                                                       |                                                                                                  |
| G                                                           | 10-0       | Leri Okhanashvili     | TKO  | 2 (8)         | 02-07-2005 | Hattersheim am Main\|                                        |                                                                                                  |
| G                                                           | 9-0        | Tipton Walker         | TKO  | 2 (8)         | 11-06-2005 | Kempten                                                      |                                                                                                  |
| G                                                           | 8-0        | Stefan Kusnier        | KO   | 1 (6)         | 21-05-2005 | Zdzieszowice                                                 |                                                                                                  |
| G                                                           | 7-0        | Muhammed Ali Durmaz   | TKO  | 4 (6)         | 23-04-2005 | Dortmund                                                     |                                                                                                  |
| G                                                           | 6-0        | Aleksandrs Borhovs    | TKO  | 4 (6)         | 12-03-2005 | Zwickau                                                      |                                                                                                  |
| G                                                           | 5-0        | Ervin Slonka          | TKO  | 4 (6)         | 15-01-2005 | Berlín                                                       |                                                                                                  |
| G                                                           | 4-0        | Tomas Mrazek          | TKO  | 3 (6)         | 18-12-2004 | Bayreuth                                                     |                                                                                                  |
| G                                                           | 3-0        | Wlodek Kopec          | TKO  | 1 (4)         | 04-12-2004 | Berlín                                                       |                                                                                                  |
| G                                                           | 2-0        | Pavel Zima            | TKO  | 1 (4)         | 20-11-2004 | Kempten                                                      |                                                                                                  |
| G                                                           | 1-0        | Pavel Cirok           | TKO  | 1 (4)         | 07-11-2004 | Núremberg                                                    | Debut profesional de Huck.                                                                       |